# Dragoslav Šekularac
Dragoslav Šekularac (Štip, 8. studenoga 1937. – Beograd, 5. siječnja 2019.), bio je srbijanski i jugoslavenski nogometaš te nogometni trener.
Odigrao je 41 utakmicu i postigao šest pogodaka za reprezentaciju Jugoslavije.
Bio je istaknuti igrač Crvene zvezde iz Beograda. Igrao u veznom redu.
Umro je u Beogradu, 5. siječnja 2019. godine.

## Vanjske poveznice
- Jugoslavenska reprezentacija  Arhivirana inačica izvorne stranice od 9. lipnja 2009. (Wayback Machine)